# Список умерших в 1755 году

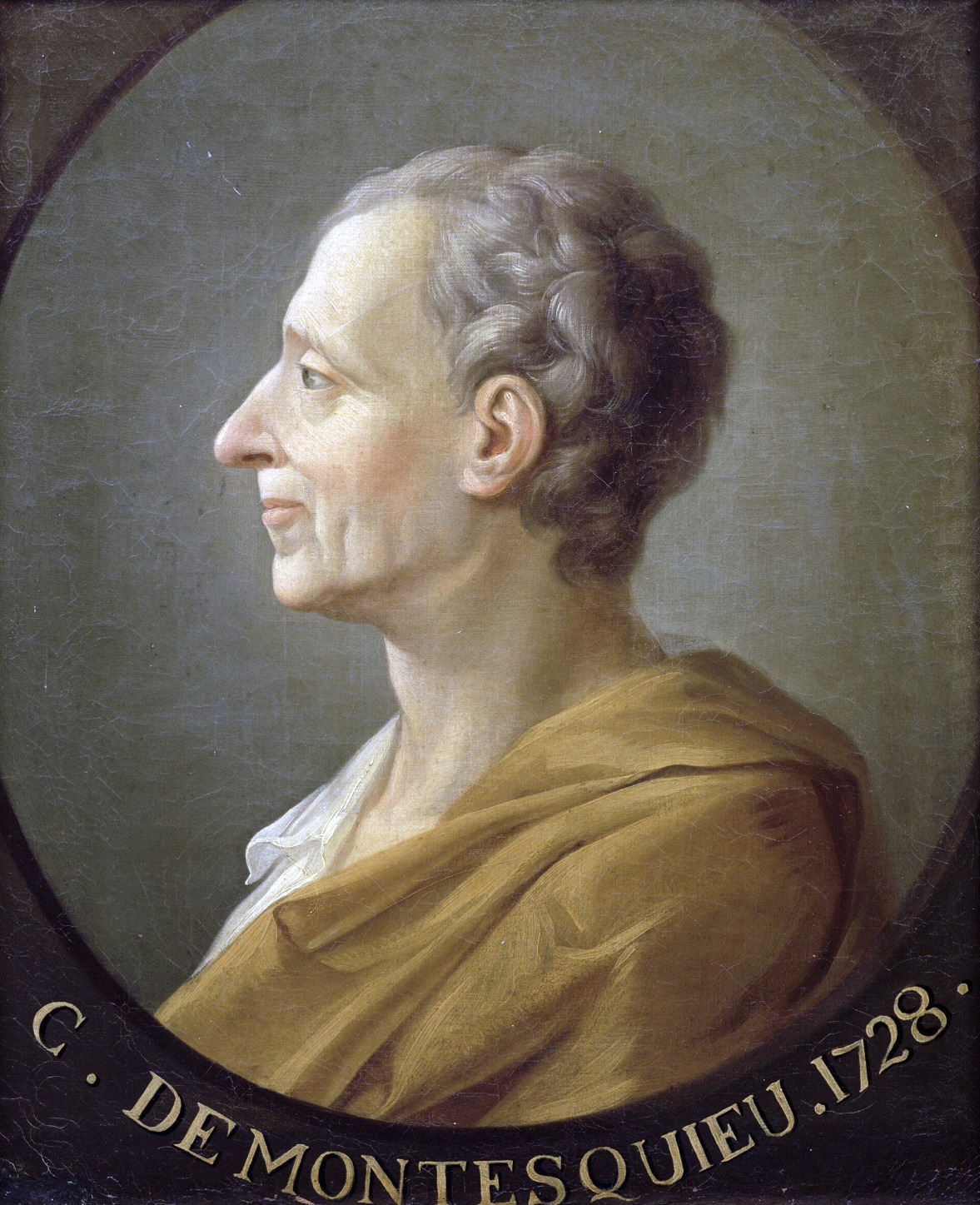
Монтескьё, Шарль-Луи де Секонда (1689-1755)

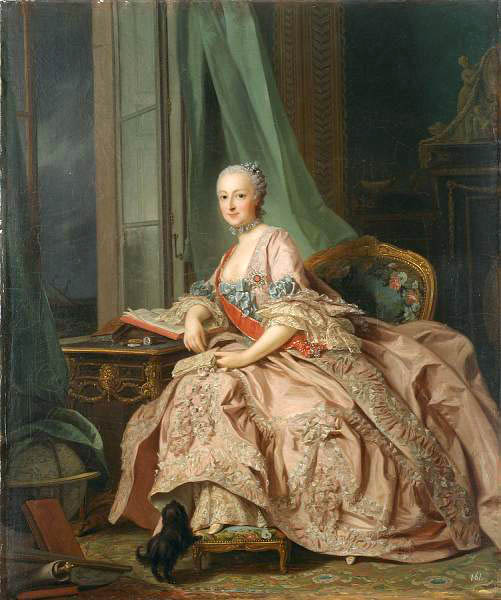
Трубецкая, Анастасия Ивановна (1700-1755)

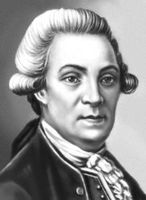
Крашенинников, Степан Петрович (1711-1755)

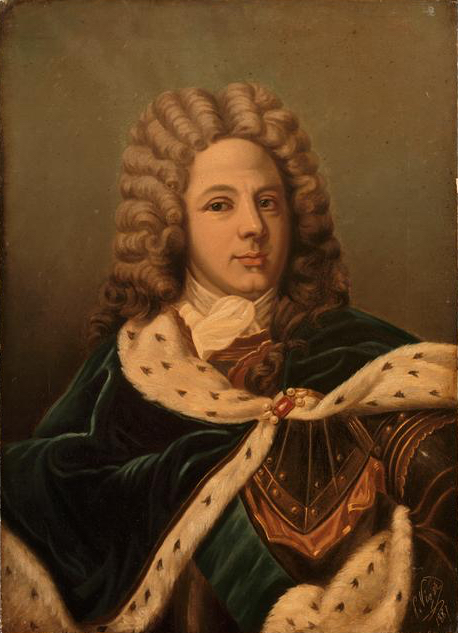
Сен-Симон, Луи де Рувруа (1675-1755)

В этой статье представлен список известных людей, умерших в 1755 году.
См. также: Категория:Умершие в 1755 году

## Январь
- 3 января — Сигезбек, Иоганн Георг — член Петербургской академии наук, врач, ботаник, директор Ботанического сада в Петербурге

## Февраль
- 10 февраля — Монтескьё, Шарль-Луи де Секонда — французский писатель, правовед и философ, автор романа «Персидские письма», статей из «Энциклопедии, или Толкового словаря наук, искусств и ремёсел», труда «О духе законов» (1748), сторонник натуралистического подхода в изучении общества
- 25 февраля — Крашенинников, Степан Петрович — русский ботаник, этнограф, географ, путешественник, исследователь Сибири и Камчатки, автор знаменитой книги «Описание земли Камчатки» (1756), первый русский профессор натуральной истории и ботаники Академии наук (1750), ректор Университета Академии наук и инспектор Академической гимназии (1750)

## Март
- 2 марта — Сен-Симон, Луи де Рувруа — один из самых знаменитых мемуаристов, автор подробнейшей хроники событий и интриг версальского двора Людовика XIV
- 25 марта — Блюментрост, Лаврентий Лаврентьевич — первый президент Академии наук и художеств (ныне — Российская академия наук) (с 7 декабря 1725 по 6 июня 1733), лейб-медик Петра I

## Апрель
- 8 апреля — Фаган, Кристоф Бартелеми — французский драматург
- 25 апреля — Линдерн, Франц Бальтазар фон — немецко-французский врач и ботаник

## Май
- 20 мая — Гмелин, Иоганн Георг — немецкий естествоиспытатель на русской службе, врач, ботаник, этнограф, путешественник, исследователь Сибири и Урала, профессор, действительный член Петербургской Академии наук

## Июль
- 17 июля — Мария Елизавета Шлезвиг-Гольштейн-Готторпская (1678—1755) — немецкая принцесса из династии Готторпов, аббатиса Кведлинбургская с 1718 по 1755 годы

## Август
- 13 августа — Дуранте, Франческо — итальянский композитор

## Сентябрь
- 9 сентября — Мосхайм, Иоганн Лоренц — лютеранский теолог и известный историк церкви

## Октябрь
- 4 октября
  - Кокцеи, Самуэль фон — немецкий юрист и государственный деятель
  - Лобковиц, Георг Христиан — австрийский генерал-фельдмаршал из богемского княжеского рода Лобковицев
- 8 октября — Филдинг, Генри — знаменитый английский писатель и драматург XVIII века
- 18 октября — Нолькен, Эрик Маттиас фон — шведский дипломат, посол Швеции в России

## Ноябрь
- 27 ноября — Трубецкая, Анастасия Ивановна — русская княжна из рода Трубецких, в первом браке княгиня Кантемир, дочь фельдмаршала князя И. Ю. Трубецкого, любимая сестра И. И. Бецкого, статс-дама

## Декабрь
- 15 декабря — Карафа, Пьетро Луиджи — итальянский куриальный кардинал, секретарь Священной Конгрегации по делам епископов и монашествующих

## Дата неизвестна или требует уточнения
- Стамма, Филипп — арабский шахматист и шахматный композитор XVIII века